# Festival Internacional de Cinema de San Diego
El Festival Internacional de Cinema de San Diego (SDIFF) és un festival de cinema independent de San Diego, produït sense ànim de lucre per la San Diego Film Foundation. Es celebra anualment a la tardor al barri de Gaslamp i a la Jolla.
El festival acull taules de debat, retrospectives, estrenes i projeccions de produccions independents contemporànies, documentals i curtmetratges. Les categories en competició varien cada any i han inclòs pel·lícules en llengua estrangera, d'animació, sobre els nadius americans, la justícia social, sobre hípica, thrillers i cinema local. Durant tot l'any se celebren projeccions especials i programes educatius en col·laboració amb les escoles de secundària de l'àrea de San Diego.

## Història
El Festival Internacional de Cinema de San Diego es va fundar l'any 2001 per la gestora cultural Robin Laatz i el seu marit, el cineasta Karl Kozak. Algunes de les pel·lícules que es van estrenar al festival en els seus inicis foren: El projecte de la bruixa de Blair, Fahrenheit 9/11, An inconvenient truth, Primer i El maquinista.
El 2012, la direcció del festival va passar a mans del matrimoni de productors Dale Strack i Tonya Mantooth, amb «l'objectiu a llarg termini que rivalitzi amb el Festival de Cinema de Sundance i el Festival de Cinema de Tribeca».
Durant el període 2021-2019 s'hi van estrenar pel·lícules com: La part positiva de les coses, 12 anys d'esclavitud, The Imitation Game, Lion, Three Billboards Outside Ebbing, Missouri, Call Me By Your Name, The Favourite, Jojo Rabbit, Portrait de la jeune fille en feu, Marriage Story, The Irishman i Paràsits. El festival va afegir «Internacional» al seu nom el 2016, ja que abans només es coneixia com a Festival de Cinema de San Diego (SDFF).
El 2021 s'hi van estrenar Nomadland, The French Dispatch i The Power of the Dog. Les projeccions van tenir lloc al Museu d'Arts Fotogràfiques i al Museu d'Art de San Diego.
El Gregory Peck Award for Cinematic Excellence es lliura en honor de l'actor local Gregory Peck des del 2014. Alguns dels guardonats han estat: Keith Carradine, Patrick Stewart, Annette Bening, Alan Arkin i Laurence Fishburne. El Chris Brinker Award s'atorga cada any a la millor direcció novell.